# Autumn Story
Autumn Story è il terzo EP della boy band sudcoreana Astro, pubblicato nel 2016.

## Tracce
1. Lonely – 3:22
2. Confession (고백) – 3:05
3. Your Love (사랑이) – 3:48
4. Colored (물들어) – 3:10
5. Star (별) – 3:15
6. Confession Talk (고백 Talk) (CD Only) [Red Version/Orange Version])